# Xã Liberty, Quận Adams, Illinois
Xã Liberty (tiếng Anh: Liberty Township) là một xã thuộc quận Adams, tiểu bang Illinois, Hoa Kỳ. Năm 2010, dân số của xã này là 1.360 người.